# Smoke Free
Smoke Free – ósmy album studyjny Anthony’ego B, jamajskiego wykonawcy muzyki reggae i dancehall.
Płyta została wydana 26 sierpnia 2003 roku przez nowoorleańską wytwórnię Bogalusa Records. Produkcją nagrań zajęli się Kevin "Flava" McGregor oraz Ingo Kleinhammer.

## Lista utworów
1. "Intro Four"
2. "Smoke Free"
3. "Searching"
4. "Champaign"
5. "Vacation"
6. "Next Door"
7. "Bun A Wicked"
8. "Fire Bun"
9. "Giddion"
10. "Bad Boy"
11. "Coffin Door"
12. "Selassie"
13. "Champaign (Backyard Mix)"

## Twórcy

### Muzycy
- Anthony B – wokal
- Danny Marshall – gitara, gitara basowa, perkusja, instrumenty klawiszowe
- Paul "Computer Paul" Henton – gitara basowa, perkusja, instrumenty klawiszowe
- Daniel "Axeman" Thompson – gitara basowa
- Makeisha McTaggart – chórki
- Kadian Dixon – chórki

### Personel
- Dayton Foster – inżynier dźwięku, miks
- Felix Gauder – mastering